# David Birney
Pour les articles homonymes, voir Birney.
David Edwin Birney est un acteur américain né le 23 avril 1939 à Washington DC et mort le 27 avril 2022 à Santa Monica en Californie.
En France, c'est la série télévisée Serpico et destins croisés qui l'a fait connaître. Il tient également un rôle important dans le téléfilm de John Carpenter Meurtre au 43e étage.

## Biographie
David Birney est né dans une famille catholique irlandaise à Washington, D.C., le 23 avril 1939. Son père, Edwin, travaillait comme agent spécial pour le FBI ; sa mère, Jeanne (née McGee), était femme au foyer avant de devenir agent immobilier. David Birney a fréquenté des écoles à Brooklyn, dans l'Ohio, et est diplômé du lycée West de Cleveland. Nommé à la National Honor Society, il a obtenu de bons résultats en basket-ball, en football américain et en athlétisme. Il est titulaire d'une licence du Dartmouth College avec mention très bien en littérature anglaise, mention très bien. À l'Université de Californie à Los Angeles, David Birney a obtenu une maîtrise en arts du théâtre, en théâtre et en mise en scène, où il a étudié avec Ralph Freud et William Melnitz. Il a été assistant-chercheur et a reçu un doctorat honorifique en lettres de la Southern Utah University
Durant son service dans l'armée américaine, David Birney remporta un concours de l'All Army Entertainment et reçut le « Barter Theatre Award » en 1965. Ce prix constituant un contrat de participation avec la compagnie pour une saison entière, il passa la saison suivante au Barter Theatre, le Théâtre d'État de Virginie, où il joua ou apparu dans quinze spectacles et en mit en scène deux autres. Au cours des deux années suivantes, il se produisit avec diverses compagnies et productions, off-Broadway et dans plusieurs théâtres régionaux. Il fit ses débuts à New York avec le New York Shakespeare Festival de Joe Papp dans le rôle d'Antipholus de Syracuse dans La Comédie des Erreurs de William Shakespeare.
David Birney a adapté pour la scène une pièce à deux personnages inspirée de courtes œuvres et lettres de Mark Twain. La pièce, Le Journal d'Adam et Ève de Mark Twain, a été présentée dans l'émission American Playhouse de PBS.
Développant ensuite la pièce pour la scène, David Birney a mis en scène et joué dans des productions pour des théâtres régionaux tels que le Hartford Stage (en ouverture du Festival Mark Twain à Hartford), le Capital Repertory Theatre, et en tournée dans des centres des arts de la scène à travers le pays. Une deuxième pièce, A Christmas Pudding, un collage de Noël composé de chansons, d'histoires et de poésies de Noël, a été publiée par Samuel French, Inc.
C'est à la télévision qu'il a connu la consécration. Vedette invitée de nombreuses séries comme Cannon et Hawaï police d'État, il reprend le rôle titre dans la série Serpico , adaptation du film de Sidney Lumet (1973) joué par Al Pacino. La série est diffusée en France sur TF1 le samedi soir à partir du 25 février 1978 et le fait connaître du public français.
Il enchaîne avec un autre feuilleton diffusé lui aussi en France, Destins croisés.
Le producteur Quinn Martin l'engage pour tourner, dans le cadre de l'anthologie Voyage dans l'inconnu, pour reprendre le rôle de Roy Thinnes dans un remake du pilote de la série Les envahisseurs sous le titre Les nomades. Cela reste un téléfilm et n'aboutit pas à un remake de la série. Le personnage du héros David Vincent change de nom est s'appelle Paul Rogers.
En 1978, John Carpenter le choisit pour donner la réplique à Lauren Hutton dans le téléfilm Meurtre au 43e étage.
Dans les années 1980, David Birney est retourné à Broadway pour interpréter Antonio Salieri (en remplacement de Ian McKellen) dans Amadeus ; il a joué le rôle d'un journaliste de magazine dans la série Glitter produite par Aaron Spelling sur ABC ; il a écrit et joué aux côtés de Baxter dans The Diaries of Adam and Eve, adapté des écrits de Mark Twain. (Il apparaîtra dans cette pièce sur scène pendant de nombreuses années par la suite).

## Vie privée
Il s'est marié à Mary Jean Concannon le 20 octobre 1961 dont il a divorcé.
Il s'est remarié à Meredith Baxter de 1974 à 1990. Trois enfants : Kate, Peter, Mollie.

## Mort
Il est mort de la maladie d'Alzheimer, dont il souffrait depuis 2017, le 27 avril 2022 à  Santa Monica.

## Filmographie

### Au cinéma
- 1974 : Le Passager (Caravan to Vaccares) de Geoffrey Reeve (en) : Bowman
- 1976 : Trial by Combat (en) de Kevin Connor : Sir John Gifford
- 1979 : Au revoir à lundi de Maurice Dugowson : Frank
- 1980 : Oh, God! Book 2 de Gilbert Cates : Don Richards
- 1987 : Prettykill (en) : Larry Turner
- 1988 : La Mort des trois soleils (Nightfall) de Paul Mayersberg : Aton
- 1991 : La Mort au bout des doigts (Touch and Die) : Scanzano
- 1992 : The Naked Truth (en) : Fed. #2
- 2000 : The Comedy of Errors de Wendell Sweda : le Duc

### À la télévision
- 1967 : Saint Joan (téléfilm) : Ladvenu
- 1967 : The Unvanquished téléfilm de Martin Hoade : rôle sans nom
- 1967 : The Edge of Night (série) : Waiter
- 1968 : BBC Play of the month (épisode : St.Joan) : Brother Martin
- 1969-1970 : Love Is a Many Splendored Thing (en) (série) : Mark Elliott #2
- 1970-1971 : A World Apart (en) (série) : Oliver Harrell
- 1971 : Sur la piste du crime (épisode : The Minerva tapes) : Michael Sander
- 1972 : Ghost Story (série) : John
- 1973 : Laugh-In (épisode : Meredith Baxter and David Birney) : lui-même
- 1972-1973 : Bridget Loves Bernie (en) (série) : Bernie Steinberg
- 1973 : Les Mystères d'Orson Welles (épisode : The ingenious reporter) : Harry Langley
- 1974 : Murder or Mercy : Dr Peter Peterson
- 1974 : The wide world of mystery (épisode : The hauting of penthouse D) : Perry
- 1974 : Only with Married Men : Dave Andrews
- 1975 : McMillan  (épisode : Love, honor and swindle) : Randy Murphy/Randy Newmark III
- 1975 : Sergent Anderson (épisode : Bloody Nose) : Shawn Barry
- 1975 : Bronk : Willie Harvey
- 1972-1975 : Cannon : 2 épisodes, rôles différents
- 1975-1976 : Médecins d'aujourd'hui : 2 épisodes, rôles différents
- 1976 : Les rues de San Francisco (épisode : Clown of death) : Neil Ruggers
- 1976 : The Adams Chronicles (en) (feuilleton) : John Quincy Adams (36 à 48 ans)
- 1974-1976 : Police Story 2 épisodes : rôles différents
- 1976 : Serpico (Serpico) (série) : Officer Frank Serpico
- 1977 : Destins croisés (Testimony of Two Men) (feuilleton) : Jonathan 'Jon' Ferrier
- 1977 : Voyage dans l'inconnu (Tales of the Unexpected) (série) (épisode : Les nomades) : Paul Rogers
- 1978 : L'île fantastique (épisode : Homecoming/The Sheikh) : Sergent Alan Boardman
- 1972-1978 : Hawaï police d'État : 3 épisodes, rôles différents
- 1978 : Greatest Heroes of the Bible (feuilleton) : Daniel
- 1978 : Meurtre au 43e étage (Someone's Watching Me!) : Paul Winkless
- 1979 : Family (épisode : Malicious Mischief) : Joe Alcott
- 1979 : High Midnight : Tony Giannetti
- 1980 : OHMS : Jack Coker
- 1980 : Mom, the Wolfman and Me : Theo Marker
- 1981 : I Think I'm Having a Baby : Mr. Fenning
- 1981 : En plein cauchemar (The Five of Me) : Henry Hawksworth
- 1981 : Jacqueline Susann's Valley of the Dolls (it) : Lyon Burke
- 1982 : Richard II (vidéo) : Richard II
- 1978-1982 : La croisière s'amuse 4 épisodes : rôles différents
- 1982 - 1983 : St. Elsewhere : Dr Ben Samuels
- 1984 : Maître du jeu (Master of the Game) (feuilleton) : David Blackwell
- 1984-1985 : Glitter (série) 14 épisodes : Sam Dillon
- 1986 : Power's Play : Lucas Cord
- 1986 : La Cinquième Dimension (Byron Mandel dans Les Dents et la Sagesse)
- 1986 : Seal Morning (série télévisée) : Dr Bernard Lacey
- 1987 : The Long Journey Home : Carter Wells
- 1988 : The Diaries of Adam and Eve : Adam
- 1989 : 15 and Getting Straight : Dr DeVito
- 1989 : Love and Betrayal : Bill Landry
- 1989 : American Playhouse (épisode : The diaries of Adam and Eve) : Adam
- 1989 : Matlock (épisode : The con man) : Jack McCarthy
- 1990 : Le Complot du renard (Night of the Fox) : Hugh Kelso
- 1990 : Always Remember I Love You (en) : Philip Mendham
- 1991 : Keeping Secrets : Alan Hamel
- 1992 : Ray Bradbury présente (épisode : The earthmen) : Captain Williams
- 1992 : La mort au bout des doigts (Touch and die)  (téléfilm) : Scanzano
- 1992 : Secrets (feuilleton) : Thomas Strickland
- 1992 : FBI : The untold stories (épisode : Mob Lady) : Agent Halle
- 1989-1994 : Arabesque 4 épisodes, rôles différents
- 1995 : L'Homme à la Rolls (série télévisée, 1994) (épisode : Who killed the motor car Maverick?) : Jim Deacon
- 1995 : Live Shot (en) (série) : Harry Chandler Moore
- 1998 : La croisière s'amuse, nouvelle vague (épisode : I cant' get no satisfaction) : Buddy Pomus
- 1998 : Sliders : Les Mondes parallèles (Cadmus dans Un monde de faux prophètes)
- 1998 : Star Trek: Deep Space Nine (épisode : Tears of the prophets) : Letant
- 1999 : Poltergeist, les aventuriers du surnaturel (épisode : The portents) : Père Elias
- 2007 : FBI portés disparus (épisode : Eaux profondes) : Leslie Warwick

Cet article est partiellement traduit du Wikipédia américain.